# Manio Acilio Balbo (console 114 a.C.)
Manio Acilio Balbo (in latino Manius Acilius Balbus; fl. II secolo a.C.) è stato un politico romano del II secolo a.C., console nel 114 a.C. insieme a Gaio Porcio Catone.

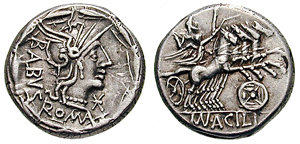
Denario di Manio Acilio Balbo

A Manio Acilio è attribuibile una coniazione del 124 a.C. composta da denario, semisse e quadrante. Il denario reca al dritto la legenda BALBVS e al rovescio MN•ACILI. Nei due bronzi manca il cognomen